# Agência Nacional de Mineração
A Agência Nacional de Mineração (ANM) é uma autarquia federal brasileira, vinculada ao Ministério de Minas e Energia, responsável pela gestão da atividade de mineração e dos recursos minerais brasileiros, exceto hidrocarbonetos e substâncias nucleares.

## Histórico
A ANM foi criada por meio da Medida Provisória n° 791, de 25 de julho de 2017, posteriormente convertida na Lei 13.575, de 26 de dezembro de 2017. A agência foi efetivamente instalada em em 28 de novembro de 2018, com a publicação do Decreto nº 9.587, seguindo o previsto no Art. 36 da mesma lei. No período em que ainda havia a pendência de instalação da ANM, o Departamento Nacional de Produção Mineral (DNPM) prosseguiu com as atribuições de gerir o patrimônio mineral brasileiro (referendado pelo entendimento manifestado pela AGU por meio do Parecer n° 00233/2017/PF-DNPM-SEDE/PGF/AGU).
Com a publicação do referido decreto de instalação, o DNPM foi efetivamente extinto, passando à ANM a missão de substituir o antigo departamento nas funções de Estado que englobam o planejamento da exploração mineral e o aproveitamento dos recursos minerais, assegurando, controlando e fiscalizando o exercício das atividades de mineração, além de regular o uso dos recursos minerais de domínio da União, observando a utilidade pública e o interesse nacional, garantindo racionalidade do aproveitamento dos bens minerais, da concessão do subsolo, reparabilidade financeira e estrutural à sociedade e a sustentabilidade do meio ambiente.

## Royalties e tributos
Compete à ANM recolher as seguintes contribuições:
Taxa Anual por Hectare (TAH), tributo com natureza de preço público, instituída pela Lei nº 7.886. É devida pelo titular de uma área autorizada para pesquisa mineral, uma vez publicado seu título autorizativo (Alvará de Pesquisa) no Diário Oficial da União (DOU). Seu valor recai em função da área de pesquisa autorizada, em hectares. Portaria do Diretor-Geral do DNPM nº  317, de 25 de abril de 2018, estabeleceu as alíquotas.
Compensação Financeira pela Exploração de Recursos Minerais (CFEM), uma contraprestação pela utilização econômica dos recursos minerais, é o royalty devido pelas empresas exploradoras ao Estado. A CFEM foi estabelecida na Carta Magna, no Art. 20, § 1º, sendo devida aos Estados, ao Distrito Federal, aos Municípios e aos órgãos da administração da União.
A Lei 13.540/2017 fixou, para a CFEM, as seguintes alíquotas incidentes sobre a receita bruta:
| ALÍQUOTA                                       | SUBSTÂNCIA MINERAL |
| 1% (um por cento)                              | Rochas, areias, cascalhos, saibros e demais substâncias minerais quando destinadas ao uso imediato na construção civil; rochas ornamentais; águas minerais e termais. |
| 1,5% (um inteiro e cinco décimos por cento)    | Ouro. |
| 2% (dois por cento)                            | Diamante e demais substâncias minerais. |
| 3% (três por cento)                            | Bauxita, manganês, nióbio e sal-gema. |
| 3,5% (três inteiros e cinco décimos por cento) | Ferro, observadas as letras b e c abaixo. |

"b) Decreto do Presidente da República, a ser publicado em até noventa dias a partir da promulgação desta Lei, estabelecerá critérios para que a entidade reguladora do setor de mineração, mediante demanda devidamente justificada, possa reduzir, excepcionalmente, a alíquota da CFEM do ferro de 3,5% (três inteiros e cinco décimos por cento) para até 2% (dois por cento), com objetivo de não prejudicar a viabilidade econômica de jazidas com baixos desempenho e rentabilidade em razão do teor de ferro, da escala de produção, do pagamento de tributos e do número de empregados.
c) A decisão e o parecer técnico da entidade reguladora do setor de mineração relativos à redução da alíquota da CFEM, de que trata a letra b deste Anexo, serão divulgados em seu sítio oficial na internet, e a redução somente entrará em vigor sessenta dias a partir da divulgação."

## Quadro e Carreiras
Conforme a Lei 13.575, o quadro atual da ANM é composto pelas Carreiras e pelo Plano Especial de Cargos (PEC) do extinto DNPM (dispostos na Lei 11.046/2004), que foram redistribuídos para o quadro da nova agência.
Dessa forma, o quadro atual da agência será composto pelos cargos de Especialista em Recursos Minerais, Analista Administrativo, Técnico em Atividades de Mineração e Técnico Administrativo e servidores do PEC (conforme Lei 11.046/2004), redistribuídos do extinto DNPM. Ao contrário do que havia sido proposto na redação final do Projeto de Lei de Conversão da Medida Provisória 791 aprovada pelo Congresso Nacional, os cargos que foram redistribuídos não tiveram a equiparação com os quadros de todas demais agências reguladoras federais, tendo sido vetada por Michel Temer, então presidente da república à época da sanção da Lei 13.575. Dessa forma, ainda que todas as demais agências têm vencimentos equiparados (Lei nº 10.871), a ANM foi criada e segue sendo a única agência reguladora com vencimentos significativamente defasados, ainda que seu quadro desempenhe atribuições, responsabilidades, complexidade e volume de trabalho similares.
A equipe de reguladores da mineração brasileira é composta por geólogos, engenheiros de minas, técnicos de mineração, economistas, administradores, técnicos administrativos, profissionais de geoprocessamento, computação, além das demais categorias e especialidades pertencentes ao corpo profissional do extinto DNPM.
A alta direção da agência é composta de um Diretor-Geral e de uma Diretoria Colegiada, sendo esta composta por quatro membros. A atual estrutura de Cargos Comissionados e o presente Regimento Interno da ANM estão definidos na Resolução nº 2 da ANM, de 12 de dezembro de 2018.